# Římskokatolická farnost Měcholupy
Římskokatolická farnost Měcholupy (lat. Micheloppium) je církevní správní jednotka sdružující římské katolíky na území městyse Měcholupy a v jeho okolí. Organizačně spadá do lounského vikariátu, který je jedním z 10 vikariátů litoměřické diecéze.

## Historie farnosti
Od roku 1366 byla v místě plebánie, která zanikla za husitských válek. Roku 1690 byla farnost kanonicky obnovena. Od tohoto roku jsou také vedeny matriky.

### Duchovní správcové vedoucí farnost
Začátek působnosti jmenovaného v duchovní správě farnosti od:
- Thoma, † 1366
- 1366   Benedictus
- 1385   Crux
- 1398   Habard
- 1410   Hašek, † 1414
- 1415   Joannes z Úterý
- 1690   Joannes Christoph Leopold Kraus
- 1716   Josephus Roscher
- 1723   Martinus Denninger[3] (Demingner)[4]
- 1732   Franz Wanzemann
- 1735   Joannes Franz Wagner
- 1753 Anton Tannenberger,[3] (Hauskaplan)[4]
- 1753   Franz Setzer
- 1793   Emanuel Fischer, n. 24. 5. 1755 Glacens. Alberdorfens., o. 31. 8. 1788, † 15. 2. 1828
- 1828   Franz Beck[3] (biskupský okrskový vikář),[4] n. 21. 12. 1794 Zobiedicens., o. 23. 8. 1818, † 29. 3. 1864
- 1864   Josef Hornof[3] (děkan a biskupský notář),[4] n. 12. 10. 1829 Častonic., o. 25. 7. 1855, † 1. 6. 1905
- 1905   Edmund Schöniger[3] (instalován za biskupského okrskového vikáře Antona Lipperta),[4] n. 6. 4. 1872 Groschau, o. 5. 7. 1896, † 19. 12. 1906
- 1908   Ferd. Kraupner, n. 25. 4. 1878 Gewitsch (M), o. 13. 7. 1902, † 8. 12. 1962
- 1933   Paulus Albrecht, n. 8. 1. 1865 Hudlicen, o. 27. 7. 1890
- 1934   Franc. Albrecht, n. 27. 9. 1881 Kiesenreuth, o. 30. 6. 1907
- 1. 8. 1939 par. vacat, admin. excurr. Jos. Jacob. Lumpe OFM Cap.
- 1. 9.  1945  Josef Peterka
- 1. 11. 1990  Jaroslav Saller CSsR
- 24. 10. 1996 Libor Švorčík
- 1. 11. 1998 Augustin Josef Špaček O. Praem.
- 1. 3. 2000 Ivan Marek Zálehla O. Praem.
- 1. 9. 2001 Vilém Marek Štěpán, O.Praem.[3]

Kromě kněží stojících v čele farnosti, působili ve farnosti v průběhu její historie i jiní kněží. Většinou pracovali jako farní vikáři, kaplani, katecheté, výpomocní duchovní aj.

## Území farnosti
Do farnosti náleží území obce:
- Lhota (Welhütten,[2] Wellhütten[5])[p 2]
- Měcholupy (Miecholup,[2] Michelob[5])[p 2]
- Sádek (Satkau)[p 2]

## Římskokatolické sakrální stavby na území farnosti
| | Stavba                | Místo     | Bohoslužby                      | Zeměpisné souřadnice             | Status               |       |       |
| Kaple | Kaple                 | Kaple     | Kaple                           | Kaple                            | Kaple                | Kaple | Kaple |
| --- | --------------------- | --------- | ------------------------------- | -------------------------------- | -------------------- | ----- | ----- |
| 1. | Kaple Zvěstování Páně | Měcholupy | bližší informace o bohoslužbách |                                  | kaple                |       |       |
| Zaniklé objekty |                       |           |                                 |                                  |                      |       |       |
| 2. | Kostel sv. Vavřince   | Měcholupy | Nelze sloužit                   | 50°15′54″ s. š., 13°32′16″ v. d. | zaniklý farní kostel |       |       |
| Některé drobné sakrální stavby a pamětihodnosti lze dohledat zde v databázi Drobné sakrální památky Zaniklé sakrální stavby lze dohledat zde v databázi Poškozené a zničené kostely, kaple a synagogy v České republice |                       |           |                                 |                                  |                      |       |       |

Ve farnosti se mohou nacházet i další drobné sakrální stavby, místa římskokatolického kultu a pamětihodnosti, které neobsahuje tato tabulka.

## Příslušnost k farnímu obvodu
Z důvodu efektivity duchovní správy byl vytvořen farní obvod (kolatura) farnosti Liběšice u Žatce, jehož součástí je i farnost Měcholupy, která je tak spravována excurrendo.